# 托普鲁克乡 (阿克苏市)
托普鲁克乡，是中华人民共和国新疆维吾尔自治区阿克苏地区阿克苏市下辖的一个乡镇级行政单位。

## 行政区划
托普鲁克乡下辖以下地区：
尤喀克喀拉喀勒村、托万克喀拉喀勒村、托普鲁克村、喀什贝希村、硝尔村、喀拉库勒村、喀拉央塔克村、色日克苏村、帕哈特勒克村、吾斯塘博依村、木日开旦木村和地区蚕种场村。